# Перейра Мендес, Нилтон
Ни́лтон Пере́йра Ме́ндес (порт. Nilton Pereira Mendes; 7 января 1976, Говернадор-Валадарис — 18 сентября 2006, Караганда) — бразильский футболист, нападающий. Мастер спорта Республики Казахстан с 1999 года.

## Карьера
Первые шаги в большом футболе делал у себя на Родине, в Бразилии, в клубах «Атлетико Минейро» (Белу-Оризонти) и «Интернасьонал» (Лимейра).
В 1998 году высокого и мощного нападающего пригласили в клуб российской Высшей лиги «Жемчужина», за который он провёл 25 матчей и забил 2 гола.
В Казахстан Мендес прибыл в 1999 году, по приглашению казахстанского тренера Анатолия Чернова, когда последний тренировал павлодарский «Иртыш». Прибытие нападающего из «Атлетико Паранаэнсе» произвело в Казахстане фурор. Взрывной форвард продемонстрировал потрясающую результативность и артистичность.
В 2000 году латиноамериканский голеадор с 21 забитым мячом стал лучшим бомбардиром чемпионата Казахстана и тогда же был признан лучшим футболистом страны по версии популярного в Казахстане еженедельника «Гол». В следующем сезоне Мендес был признан лучшим футболистом чемпионата Казахстана в результате опроса главных тренеров и капитанов команд суперлиги.
Бразилец также выступал за столичный «Женис» и «Шахтёр» из Караганды.
Звание мастера спорта Республики Казахстан Мендесу обеспечили завоеванный в 1999 году в составе «Иртыша» чемпионский титул.

### Смерть футболиста
18 сентября 2006 года на вечерней тренировке «Шахтёра» Мендес почувствовал недомогание, пожаловался на боли в сердце. Врачи констатировали высокое давление у футболиста и вызвали скорую помощь, но по дороге в больницу бразилец скончался.
Согласно воспоминаниям товарища по команде, вратаря Юрия Новикова,
то, что случилось в Караганде… (улыбка с лица Юрия» пропала) я стал свидетелем той трагедии. Вообще он в последнее время не играл и сильно по этому поводу переживал. Гуссет, руководивший тогда командой, не видел Нилтона в основе. Мы Мэну, как могли, поддерживали. Говорили: «Мэна, не переживай. Все будет. Шанс тебе дадут. Ты его используешь». Ну вот. Утром, значит, была тренировка для тех, кто не играл. Вечером была общая. После неё Мендесу и стало плохо. «Скорая», действительно, ехала нереально долго. Минут сорок точно. Если не час. Слава Руснак побежал на перекресток. Смотрит: «Скорая» стоит на светофоре. Ни мигалок, ничего нет. Даже не спешит, в общем. Он подбежал к ним и говорит: «Что же вы делаете?» Да и что толку — у них даже электрошока не оказалось. Могли ли Мэну спасти? Нам потом сказали, что у него тромб оторвался. Конечно, это был шок. Следующие матчи, я не знаю, мы просто играли на «автомате». Не было никакой заряженности, все было монотонно. И ужасно тяжело.
Всего в чемпионатах Казахстана Нилтон сыграл ровно 200 матчей и забил 79 мячей. С учётом выступлений в международных турнирах и кубке страны взятий ворот у Мендеса набирается порядка сотни.

### Клуб Нилтона Мендеса
26 октября 2017 года спортивным журналистом Виктором Хохлюком был создан Клуб бомбардиров-легионеров казахстанских команд, названный в честь бразильского нападающего, который первый среди легионеров сумел забить 100 мячей за казахстанские футбольные клубы. Всего в активе Нилтона 102 гола, забитых за казахстанские команды.
С января 2018 года на сайте Казахстанский футбол Клуб бомбардиров имени Нилтона Мендеса стал публиковаться на постоянной основе.

## Достижения

### Личные
- Лучший бомбардир чемпионата Казахстана: 2000 (21 гол)[7][8]
- Лучший иностранный футболист Казахстана: 2002[7][8]
- Мастер спорта Республики Казахстан
- Основатель бомбардирского Клуба Нилтона Мендеса на его личном счету 102 забитых мяча за казахстанские клубы.

### Командные
- Чемпион Казахстана: 1999
- Бронзовый призёр чемпионата Казахстана: 2000, 2003
- Обладатель Кубка Казахстана: 2002, 2005
- Финалист Кубка Казахстана: 2000/01